# Tol bij de Bonte paal
De tol bij de Bonte paal stond op de Westzeedijk bij de 'Bonte paal' (ook wel aan elkaar geschreven als "de Bontepaal") op de grens van de ambachten Schoonderloo en Cool. Later werd dit de grens tussen de gemeenten Delfshaven en Rotterdam.

## Geschiedenis
Schielands Hoge Zeedijk werd in de 13e eeuw aangelegd en vormde behalve een zeewering ook een verbindingsweg tussen de aanliggende plaatsen. Met 'limietpalen' werden de juridische grenzen daartussen aangegeven. De palen waren van hardsteen en vaak fraai bewerkt. In de volksmond werden ze (daarom) ook wel aangeduid als 'mooie palen'. De aanduiding 'bontepaal' is mogelijk een verbastering van het woord bannepaal. 
De 'Bonte paal' op de Westzeedijk stond ter hoogte van de huidige Kievitslaan en bestond uit een tolhek en een vierkant tolhuis, dat in de loop der tijd van een extra etage werd voorzien. Bij de tol kwam later ook een accijnshuisje van de stad Rotterdam te staan. In de buurt van de tol stond al zeker sinds 1572 de uitspanning 'De Melkkop', oorspronkelijk een boerderij, en later een plaats waar je verse melk kon kopen. Ook kwam er later een schietterrein van de schutterij.
Op 4 oktober 1884 werd A. de Bruijn nog pachter van de tol voor een bedrag van f 7600,00. Maar in 1886 werd de tol opgeheven bij de annexatie van Delftshaven door Rotterdam.

## Afbeeldingen tol bij de Bonte paal

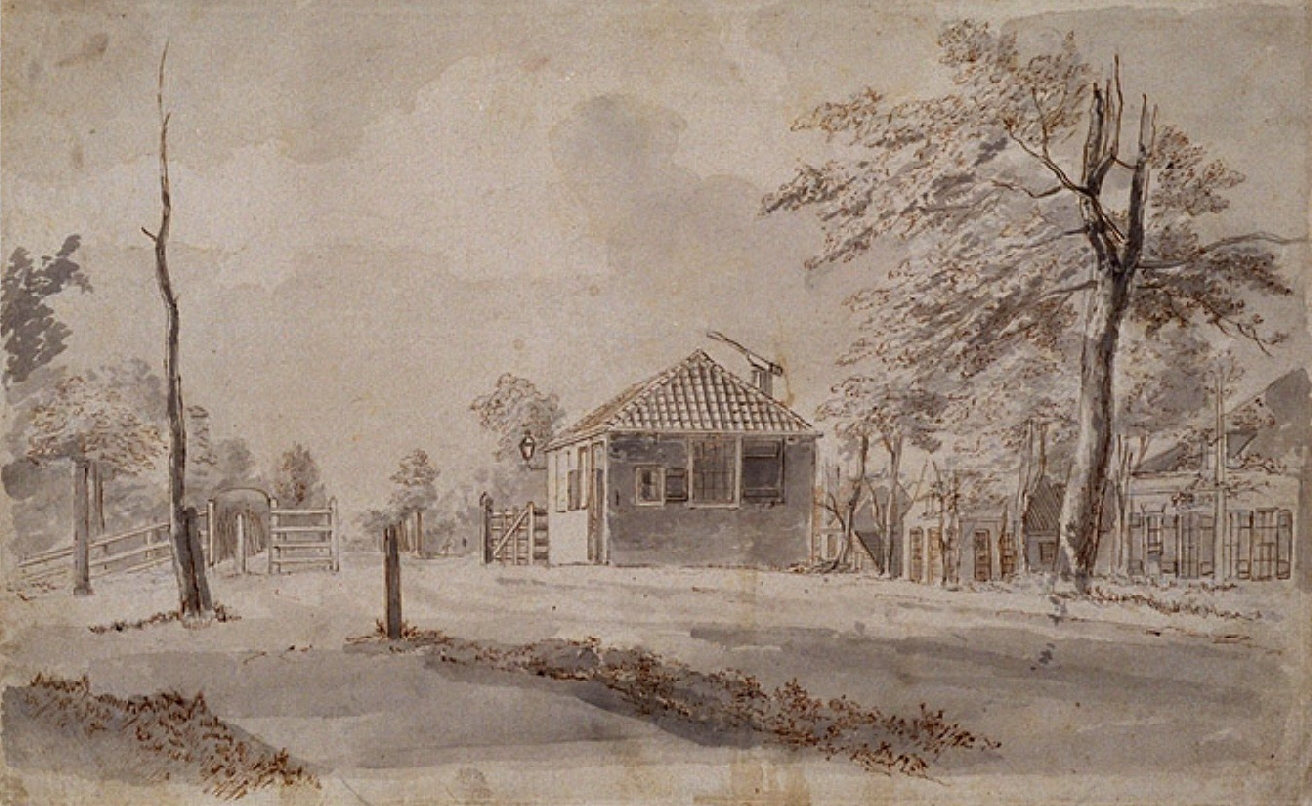
Situatie circa 1800
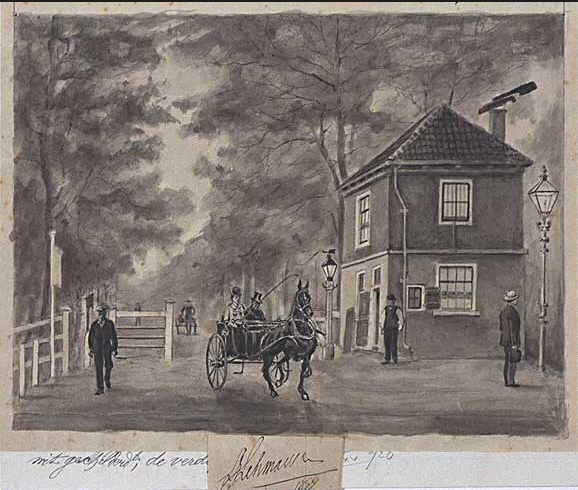
Situatie circa 1859.jpg
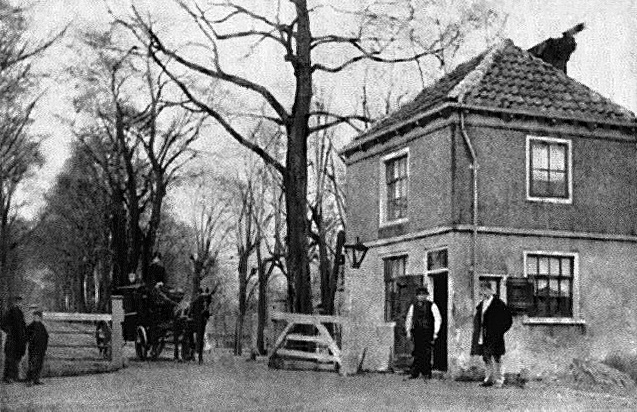
Situatie circa 1886
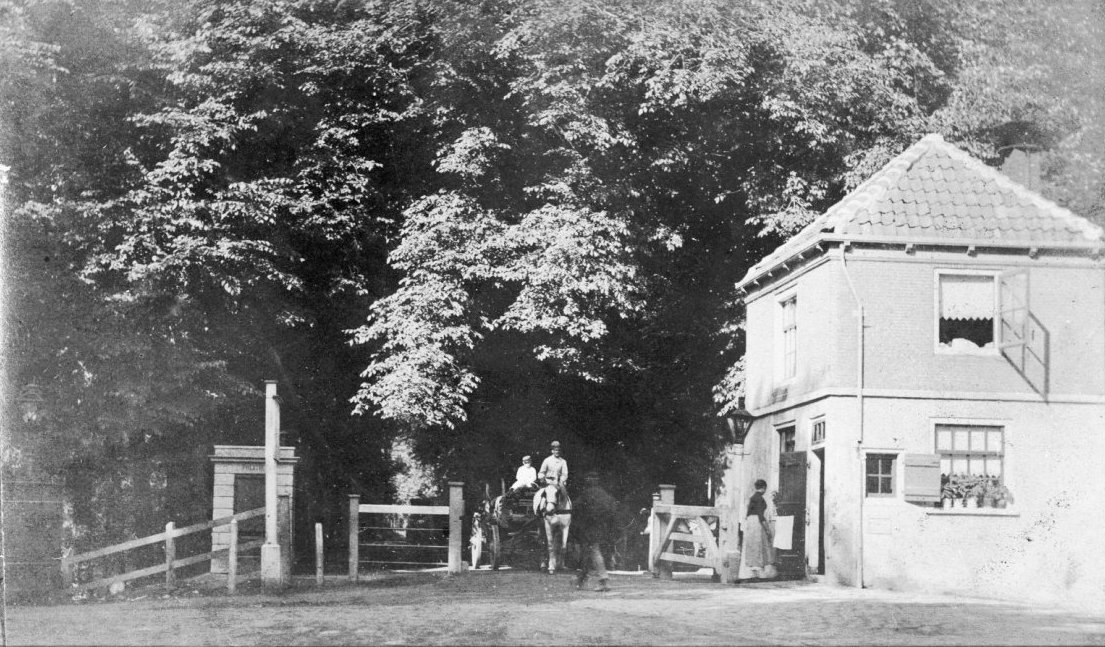
Situatie circa 1890
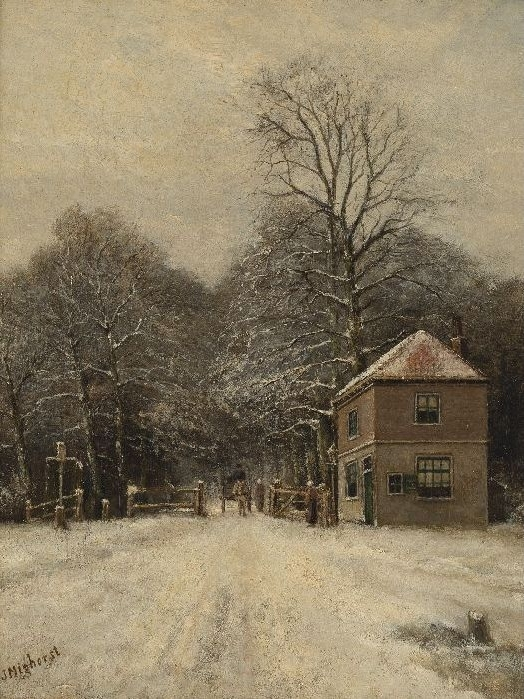
Situatie circa 1900.jpg